# Космос-1645
Космос-1645, познат и под именом Фотон-1, је један од преко 2400 совјетских вјештачких сателита лансираних у оквиру програма Космос.
Сателит је био намијењен за истраживања материјала у свемиру. Да би побољшали услове микрогравитације, Фотон сателити су стављени у орбиту мале ексцентричности и нису маневрисали током мисије.